# Parafia św. Andrzeja Boboli w Kostomłotach Drugich
Parafia Świętego Andrzeja Boboli w Kostomłotach Drugich – parafia rzymskokatolicka erygowana w dniu 16 grudnia 1939 roku przez biskupa Czesława Kaczmarka. Należy do dekanatu zagnańskiego diecezji kieleckiej.